# 祈り〜A PRAYER
- 祈り〜A PRAYER
- 祈り〜a prayer
- 祈り〜A PRAYER〜

『祈り～a prayer』（いのり ア プレイヤー）は、東日本大震災によって大切な家族を失ってしまった子供たちや被災者への応援歌として、作曲家の河邊一彦（元海上自衛隊東京音楽隊隊長）により作詞・作曲された楽曲。ソプラノと吹奏楽及び合唱曲。

## 楽曲
自身、幼少期に交通事故で母親を亡くした経験のある河邊が、海上自衛隊音楽隊就役中に東日本大震災で肉親や友人を亡くした人々を勇気づけようと作った曲である。
2011年9月に海上自衛隊東京音楽隊のオリジナル曲としてピアノとベースと歌という形で初演、同年12月には吹奏楽バージョンも初演され、以来、東北地方を含む各地の公演で演奏された。冒頭は哀しさなどが表現され、やがて「希望」がよみがえり、「夢」が実現し、いつか明るい「未来」が来ることを祈り、歌われている。
2013年にUNIVERSALレーベルから同音楽隊の演奏、三宅由佳莉の歌唱によりCD化され、2023年5月にユニバーサル・ミュージックの依頼によりデュエット・バージョンとしてリアレンジされた。
なお、この楽曲の正式な作品タイトル（正題）は『祈り～Ａ　ＰＲＡＹＥＲ～』及び『イノリ　Ａ　ＰＲＡＹＥＲ』並びに『INORI A PRAYER』、副題は『イノリ　ア　プレイアア』及び『INORI A PUREIAA』であり、JASRAC（日本音楽著作権協会）が一部の著作権を管理している。

### スコア
同楽曲のスコアは以下の通り発売、配信された。

#### フォスターミュージック
- 2012年5月23日発売、『祈り～a Prayer：河邊一彦 [吹奏楽大編成] 』
  - 演奏時間：9分10秒／Grade：4／ 編成：吹奏楽大編成/37人〜／主要ソロ：Vocal ／販売譜（スコア＆パート譜）／101-04307
- 2013年11月7日発売、『祈り～a prayer（Piano ver.）：河邊一彦 [ヴォーカルソロ] 』
  - 演奏時間： 5分21秒／編成：ヴォーカルソロ Vo./Pf.／アンサンブル楽譜／105-05354
- 2013年11月7日発売、『祈り～a prayer（女声三部合唱 ver.）：河邊一彦 [合唱女声三部] 』
  - 演奏時間：5分21秒／編成：合唱女声三部／アンサンブル楽譜／105-05355

- 2023年11月22日発売、『祈り2023（デュエット・バージョン）：河邊一彦 [吹奏楽大編成] 』
  - 演奏時間：6分10秒／Grade：4 ／ 編成：吹奏楽大編成/37人〜／主要ソロ：Vocal 1&2／販売譜（スコア＆パート譜）／101-19024
- 2023年11月22日発売、『祈り2023（デュエット・バージョン）：河邊一彦 [ヴォーカル2重奏] 』 
  - 演奏時間：6分10秒／編成：ヴォーカル2重奏 Vo.1/Vo.2/Pf.／アンサンブル楽譜／105-19047

[出典:]

#### オンキョウパブリッシュ
- 2014年1月16日発売、[混声3部合唱・混声4部合唱] 祈り〜a prayer（編集：牧戸太郎）
- 絶版、[ピアノソロ&弾き語り] 祈り〜a prayer/（編曲：奥山清）[6]

#### 電子楽譜
- 祈り 〜 a prayer / 三宅由佳莉【中上級｜ピアノ弾き語り】（電子楽譜カノン）

## 海上自衛隊東京音楽隊／三宅由佳莉のシングル
『祈り〜A PRAYER』（いのり ア プレイヤー）は「海上自衛隊東京音楽隊（指揮：河邊一彦） 三宅由佳莉」の12cmCDシングル（MAXI）で、2013年9月25日にユニバーサルミュージック合同会社から発売された。同年8月28日に発売されたアルバム『祈り〜未来への歌声』からのシングルカット。

### 収録内容
1. 祈り～a prayer （edit version）5’38” [音源 1]
  - 編集によるショートバージョン
2. 祈り～a prayer （piano version）5’20” [音源 2]
  - ピアノとソプラノによるデュオ
3. 祈り～a prayer　9’03” [音源 3]
  - フルバージョン

- 指揮：河邊一彦（東京音楽隊長 2等海佐）
- ピアノ：太田紗和子（2等海曹）[注 3]
- ソプラノ：三宅由佳莉（3等海曹）

### 解説
8月28日に発売のアルバム『祈り〜未来への歌声』は、9月9日付の週間オリコンランキング総合18位に初登場、クラシック部門で1位を獲得し話題となった。リード曲である「祈り〜a prayer」の反響も大きく、急遽シングルCDとして9月25日の発売が決定した。
発売日前日の24日には三宅と太田がNHK総合で放送の『NHK歌謡コンサート』に出演し、同楽曲が初めてゴールデンタイムのテレビ番組で放送された。また、シングル裏面（CDの裏ジャケット）には歌詞を全文掲載するなどパッケージにも楽曲の魅力が伝わる工夫を施し、楽曲のアピールに力が注がれた。発売日9月25日付の有線放送USEN「週間USEN HIT演歌/歌謡曲ランキング」では3位を記録した。
なお、アルバム発売に先立つ7月17日、デジタル配信により先行発売された『祈り〜A PRAYER （PIANO VERSION）』は、“海上自衛隊東京音楽隊／三宅由佳莉“ではなく“三宅由佳莉（海上自衛隊東京音楽隊所属）“名義でリリースされ、以降に発売されたアルバム『祈り〜未来への歌声』は一般的に“三宅由佳莉のデビューCD（自衛官のCDデビュー）”として認知が広がった。

## デュエット・バージョン
2014年3月、国際的に知られるニュージーランドの歌姫ヘイリーと三宅由佳莉（海上自衛隊東京音楽隊）によりデュエット・バージョンが再録音された。これは1番が三宅による日本語歌唱、2番がヘイリーによる英語歌唱、3番が2人のデュエットによる日本語歌唱という構成で、2番は同楽曲初めての英語歌詞（英語詞：Juliette Pochin , Hayley Westenra ）となり、3月26日に発売となったヘイリーのベスト・アルバム『アメイジング・グレイス〜祈り ヘイリー・グレイテスト・ヒッツ』のボーナストラックに収録された。また、同アルバム初回限定盤付属のボーナスDVD（ミュージック・ビデオ）にはヘイリーと三宅のデュエット映像が収録された。

### 祈り～a prayer 2023
「祈り〜a prayer」のCD化、ヒットアルバム『祈り〜未来への歌声』リリースから10年の節目となる2023年、作詞・作曲者である河邊の編曲で、海上自衛隊東京音楽隊（指揮：植田哲生）の演奏、ソプラニスタ岡本知高と三宅のデュエットによる「祈り～a prayer 2023 [duet version]」が新しくレコーディングされ、8月23日よりデジタル配信による販売が開始された。また、この楽曲は8月30日発売の同音楽隊にとって６年ぶりとなる“歌と吹奏楽”によるアルバム『Departure〜新たな船出』と、9月20日に発売された岡本知高のアルバム『あなたに太陽を～CDデビュー20周年記念ベスト』に収録された。

## 収録アルバム等
- 2013年8月28日発売、“海上自衛隊東京音楽隊／三宅由佳莉“のアルバムCD『祈り〜未来への歌声』[19]
  - 1曲目 -「祈り〜a prayer (piano version)」
  - 12曲目 -「祈り〜a prayer (full version)」
- 2013年12月25日発売、V.A.アルバム『クラシカル・ナウ2014』[20]
  - CD1-1曲目 ‐「祈り〜a prayer (edit version)」
- 2014年2月5日発売、V.A.アルバム『祈り~心を癒す優しい歌ベスト』[注 5]
  - 1曲目 -「祈り〜a prayer (piano version)」
- 2014年3月26日発売、ヘイリーのアルバムCD『アメイジング・グレイス〜祈り ヘイリー・グレイテスト・ヒッツ』[21]
  - ボーナストラック（16曲目）及び初回限定盤ボーナスDVD（ミュージック・ビデオ）[22]1曲目 -「祈り〜a prayer (duet version)」 / ヘイリー&三宅由佳莉（海上自衛隊東京音楽隊）
- 2015年3月4日発売、“海上自衛隊東京音楽隊／三宅由佳莉“のアルバムCD『希望〜Songs for Tomorrow』限定盤特典DVD（ミュージック・ビデオ）[23]
  - 3曲目 -「祈り〜a prayer (piano version)」
- 2016年6月1日発売、“海上自衛隊東京音楽隊、三宅由佳莉“のアルバムCD『THE BEST 〜DEEP BLUE SPIRITS〜 』[24]
  - 1曲目 -「祈り〜a prayer」
  - 14曲目 -「祈り〜a prayer (piano version)」
- 2019年5月1日発売、V.A.アルバム『GREATEST DIVA - CLASSIC-』[25]
  - Disc1-11曲目 -「祈り〜a prayer (full version)」/ 海上自衛隊東京音楽隊、三宅由佳莉 / Kawabe: A Prayer
- 2023年8月30日発売、“三宅由佳莉（海上自衛隊東京音楽隊所属）“のアルバムCD『Departure〜新たな船出』
  - 5曲目 -「祈り～a prayer 2023 」
- 2023年9月20日発売、岡本知高のアルバムCD『あなたに太陽を～CDデビュー20周年記念ベスト』[26]
  - 3曲目 -「祈り～a prayer 2023 」

### シングル
- 2013年7月17日発売、“三宅由佳莉（海上自衛隊東京音楽隊所属）“の配信シングル 『祈り〜A PRAYER (PIANO VERSION)』[12][音源 4]
  - アルバム『祈り〜未来への歌声』から先行発売[13] 。
- 2013年9月25日発売、“海上自衛隊東京音楽隊／三宅由佳莉“のマキシシングル『祈り～A PRAYER』
  - アルバム『祈り〜未来への歌声』からのシングルカット。
- 2023年8月23日発売、“海上自衛隊東京音楽隊“の配信シングル 『祈り～a prayer 2023 [duet version]』[17]

以上、全てユニバーサルミュージックより発売。

### DVD
- 2014年7月30日発売、『海上自衛隊東京音楽隊 河邊一彦 作品集 交響組曲「高千穂」』ーパルス東京ミュージック[27]
  - 06.「祈り trio版 a Prayer」 9’01”（2011年10月6日(木)定例演奏会 すみだトリフォニーホール）
    - ピアノ:2等海曹 太田紗和子、ソプラノ:3等海曹 三宅由佳莉

  - 18.「祈り（吹奏楽版）a Prayer 」9’11”
    - ピアノ:2等海曹 太田紗和子、ソプラノ:3等海曹 三宅由佳莉